# Lynch (groupe)
Pour les articles homonymes, voir Lynch.
Lynch (lynch.) est un groupe japonais de metal visual-kei formé en 2004.

## Histoire
lynch. a été formé en 2004 lorsque Reo (ex-Gullet) a rejoint Hazuki (anciennement au chant dans Deathgaze, un groupe de metal extrême) et Asanao à Nagoya, au Japon. Avec Yukino (anciennement bassiste dans Deadman, un groupe de J-Rock également visual-kei) en tant que bassiste de soutien, ils sortent leur premier album sous le label Marginal Works et font une tournée nationale. En 2006, Yusuke s'est joint comme deuxième guitariste.  
Le 11 octobre 2007, le groupe signe chez CLJ Records, un label européen dédié à la sortie d'artistes rock japonais à l'étranger. Depuis 2012, lynch. est signé chez Okami Records, une maison de disques européenne publiant les points forts de la scène musicale japonaise en dehors de Visual Kei. Depuis, leur musique est disponible dans le monde entier. 
En 2009, lynch. a fait une tournée commune avec les groupes Heidi. et Sadie, tous les deux des groupes de visual-kei japonais. Le 27 mai 2009, ils ont annoncé via leur site officiel la sortie de leur quatrième album, Shadows, sorti le 8 juillet 2009. 
En juillet 2010, le groupe a annoncé qu'il rejoindrait un label majeur, bien que le label exact n'ait pas été spécifié. Pour coïncider avec la signature d'un label majeur, le groupe a commencé sa dernière tournée intitulée The Judgment Days sur leur label indépendant en septembre 2010. lynch. a annoncé que Hazuki ne participerait pas à la tournée en raison d'un diagnostic de « sa pharyngite et laryngite aigüe, ainsi que d'un gonflement des cordes vocales ». lynch. a poursuivi la tournée sans Hazuki et a remboursé les billets là où Hazuki n'était pas présent. Lors du spectacle final de la tournée le 19 décembre, Akinori, jusque-là bassiste de soutien, est devenu le bassiste officiel de Lynch. 
En juin 2011, l'album I believe in me est devenu la première sortie de Lynch sur leur nouveau label majeur, King Records. 
En décembre 2013, Lynch a effectué sa première tournée live Zepp (en) à Tokyo, Nagoya et Osaka. En février 2014, le fan club officiel de Lynch Shadows est créé. 
En novembre 2016, le bassiste Akinori est arrêté pour possession de marijuana et décide ensuite de quitter le groupe. À la suite de sa décision, le groupe fait une pause immédiate le 20 décembre. L'EP Sinners est sorti en mai 2017, avec des bassistes invités dont J, Yukke (Mucc) et Yoshihiro Yasui (Outrage). lynch. a réalisé une cover de XXX for You de D'erlanger pour l'album D'erlanger Tribute ~ Stairway to Heaven ~ en septembre. 
Lors de leur performance pour leur 13e anniversaire le 31 mars 2018, Akinori a retrouvé le groupe sur scène. Ils ont ensuite réenregistré la basse pour toutes les pistes de l'EP Sinners et du single Bløod Thirsty Creature avec Akinori, et ils ont sorti l'EP Sinners -no one can fake my bløod- le 25 avril 2018. Le 11 juillet 2018, ils ont sorti un album intitulé XIII pour commémorer leur 13e anniversaire.

## Membres
- Hazuki (葉 月) - chant (2004-présent), basse (studio uniquement, 2004-2010, 2017)
- Reo (玲 央) - guitare solo, chœurs (2004-présent)
- Asanao (晁 直) - batterie (2004-présent)
- Yusuke (悠 介) - guitare rythmique, chœurs (2006-présent)
- Akinori (明 徳) - basse, chœurs (2010-2016, 2018-présent)

Membres en live
- Yukino (ゆ き の) - basse (soutien, 2004-2006, 2017)
- Hikaru (光輝) - basse (soutien, 2006-2007)
- Junji (淳 児) - basse (soutien, 2007-2010)
- Ryo - basse (soutien, 2017)
- Hitoki - basse (soutien, 2017)
- Natsuki - basse (soutien, 2017)

## Discographie
Albums
EPs
- Exodus (14 août 2013)
- Sinners (31 mai 2017)
- Sinners -no one can fake my bløod- (25 avril 2018)

Singles
- a grateful shit (20 juillet 2006)
- roaring in the dark (15 novembre 2006)
- enemy (13 décembre 2006)
- forgiven (17 janvier 2007)
- Adore (2 avril 2008)
- Ambivalent ideal (15 octobre 2008)
- A gleam in eye (28 avril 2010)
- Judgement (22 septembre 2010)
- mirrors (9 novembre 2011)
- Lightning (14 octobre 2012)
- Ballad (20 février 2013)
- Anathema (13 juillet 2013)
- Evoke (5 août 2015)
- Eternity (2 septembre 2015)
- Bløod Thirsty Creature (8 novembre 2017)

Vidéographie
- Official Bootleg (23 février 2008)
- Official Bootleg 2 (1er mars 2009)
- The Shadow Impulse (12 décembre 2009)
- Official Bootleg 3 (5 mars 2011)
- Il Inferno (8 février 2012)
- To the Gallows (10 septembre 2014)
- The Decade of Greed (13 janvier 2016)
- Immortality (15 juin 2016)
- The five Blackest crows (8 août 2018)

Concerts
- Toward The Avoided Sunrise Final Live @ Shibuya 0-West (1er mars 2008)
- The Diffusing Ideal Live @ Liquid Room (24 octobre 2008)
- The Shadow Impulse Final Live @ Akasaka Blitz (6 septembre 2009)
- The Belief in Myself Final: Il inferno (8 février 2012)
- Tour'14「To the Gallows」-Absolute Xanadu-04．23 Shibuya-Ax(通常版) (10 septembre 2014)
- Hall tour'15「The Decade of Greed」-05.08 Shibuya Kokaido- (13 janvier 2016)
- Immortality (15 juin 2016)
- 13th Anniversary -Xlll Gallows- [The Five Blackest Crows] 18.03.11 Makuhari Messe (8 août 2018)